# Sven Walberg

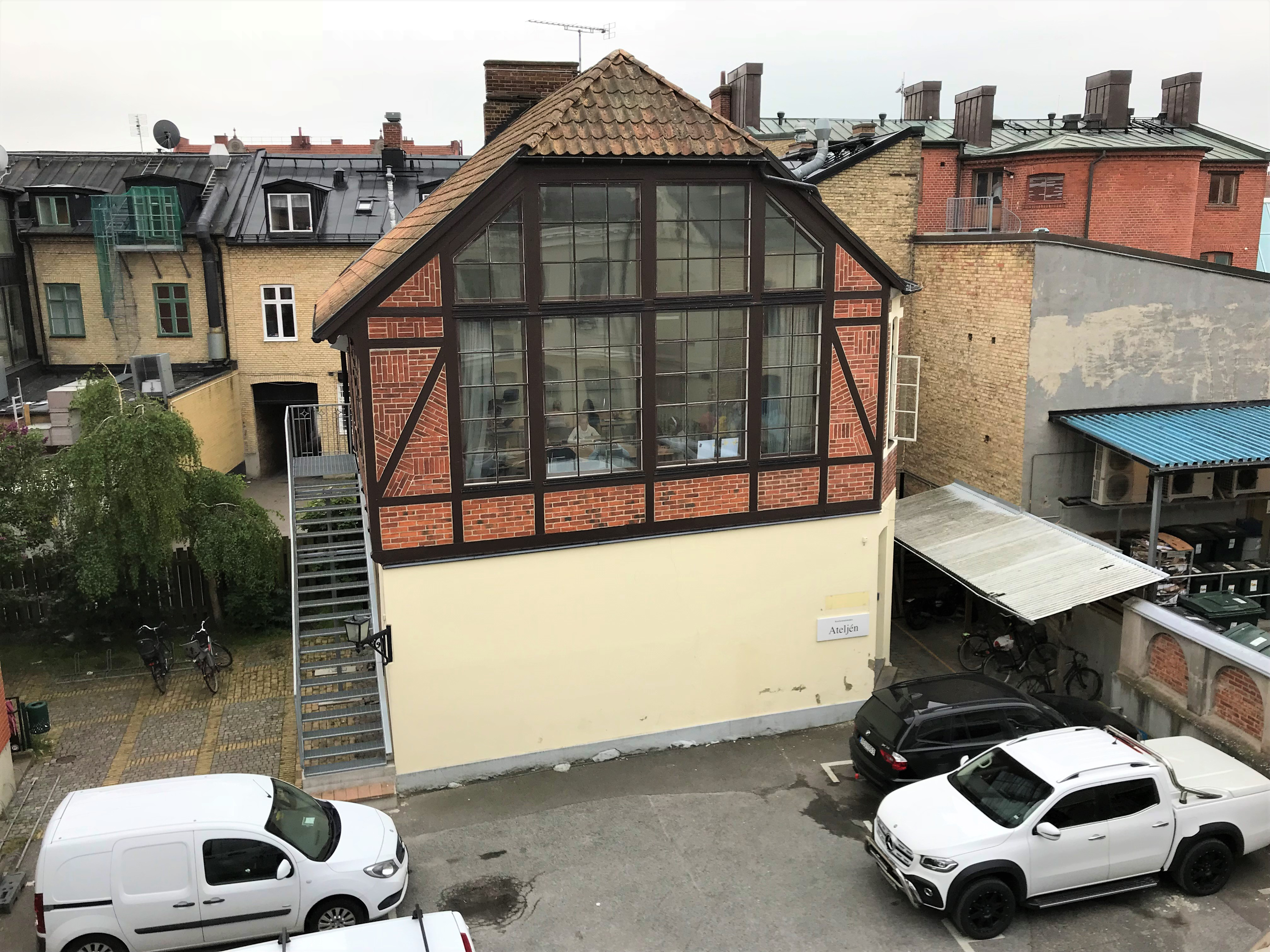
Sven Walbergs ateljé i ett gårdshus från 1904 på Kiliansgatan 12 i Lund

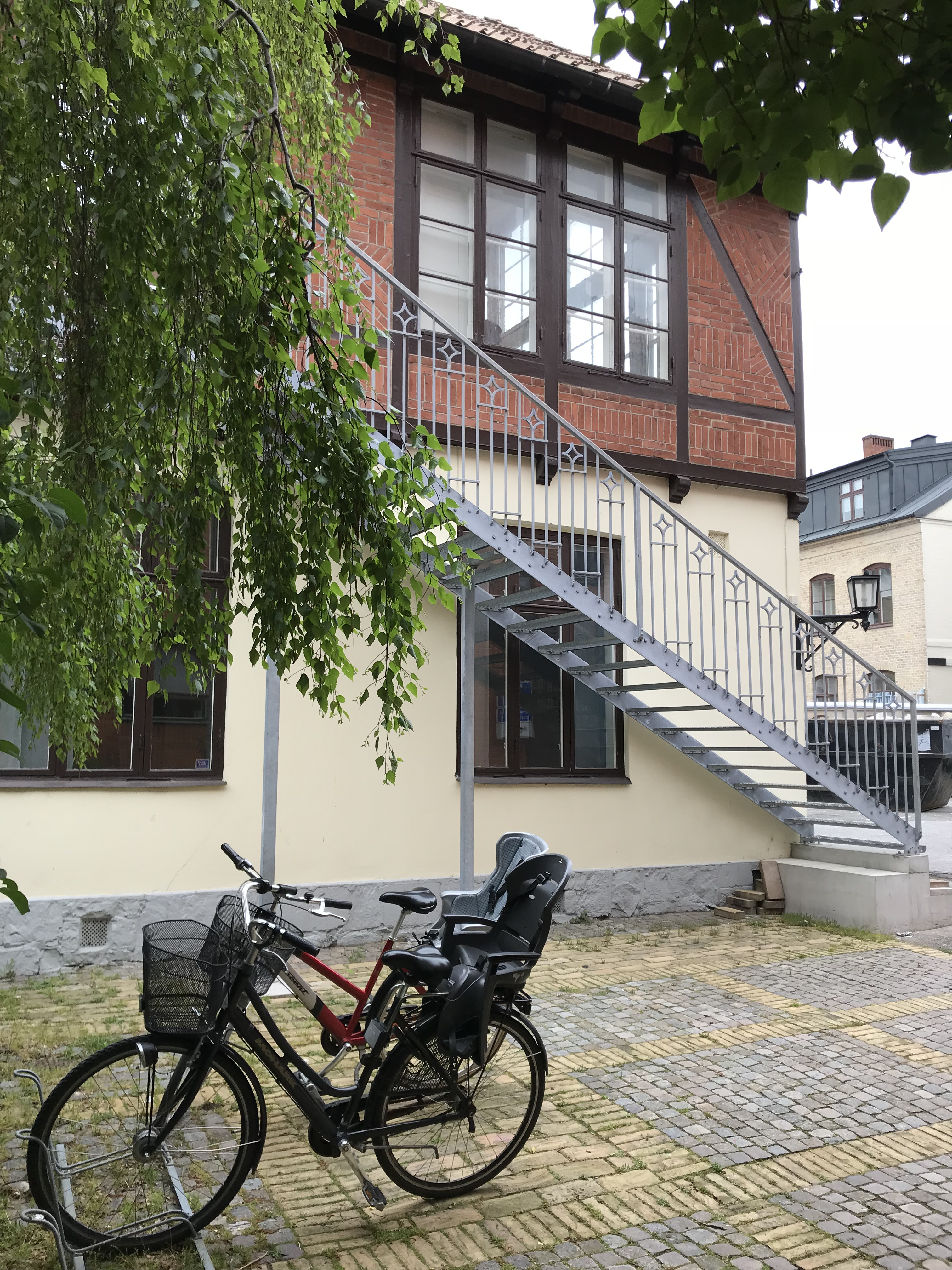
Bland annat en trappa på utsidan och ingång direkt till övervåningen har tillkommit senare.

Sven Emanuel Walberg, född 8 juli 1872 i Lund, död 7 september 1946 i Lund, var en svensk målare och tecknare.
Han var son till professorn Carl August Walberg och Clara Elisabeth Olde och från 1911 gift med Gertrud Emy Dahlbäck. Efter att han avlagt juridisk-filosofisk examen vid Lunds universitet avbröt han sina akademiska studier för att bli konstnär. Han studerade för Fredrik Krebs i Lund och gjorde därefter studieresor till Paris och Italien 1895 samt Dresden 1898–1899. Genom förmedlan från professor Otto Bache kunde han studera vid Det Kongelige Danske Kunstakademi i Köpenhamn 1900–1903. 
Ett gårdshus på Kiliansgatan 12 i Lund uppfördes 1904 som ateljé för Sven Walberg av dennes mor Clara Walberg. Ateljéhuset användes senare av Holger Charpentier, Barbro Bäckström och Severin Schlyter samt slutligen av Carl Magnus fram till 2014.
Kort tid efter att Skånska konstnärslaget bildades anslöt han sig till gruppen och medverkade i gruppens utställningar i Malmö, Lund och Stockholm 1903–1915. Han medverkade även i ett flertal av Skånes konstförenings höstutställningar i Malmö 1914–1945 och samlingsutställningar arrangerade av Sveriges allmänna konstförening. Tillsammans med Fredrik Krebs ställde han ut på Hallins konsthandel i Stockholm 1910 och separat ställde han ut på Krognoshuset i Lund 1919, Galerie Moderne i Stockholm 1938 och på Linköpings museum 1945. Kort tid före sin död visade han en retrospektiv utställning på Malmö rådhus. En minnesutställning med hans konst visades på Skånska konstmuseum i Lund 1947 och han var representerad i utställningen Svenska hävder genom konstnärsögon som visades på Liljevalchs konsthall 1960. Hans konst består av porträtt, historiemålningar, djurstudier med en specialitet på hästar i en militär inramning utförda i akvarell, gouache och olja samt teckningar. 
Walberg är representerad vid Malmö museum och Lunds universitets konstmuseum.